# Masato Sakai (natation)
Pour les articles homonymes, voir Sakai et Sakai (homonymie).
Ne doit pas être confondu avec Masato Sakai.
Masato Sakai (坂井聖人, Sakai Masato), né le 6 juin 1995 à Yanagawa, dans la préfecture de Fukuoka, au Japon, est un nageur japonais.

## Biographie
Il remporte la médaille d'argent du 200 m papillon aux Jeux olympiques d'été de 2016 à Rio de Janeiro.